# Kylie Auldist
Kylie Auldist, originaire de Broken Hill en Australie, est une chanteuse australienne, leader du groupe de Funk originaire de Melbourne The Bamboos.

## Biographie
En 2009, elle prête sa voix sur This Girl, une chanson du groupe Cookin' on 3 Burners, qui reprise par le DJ Français Kungs, deviendra un tube en 2016.

## Discographie

### Albums Solos
- Just Say (Tru Thoughts, 2008)
- Made Of Stone (Tru Thoughts, 2009)
- Still Life (Tru Thoughts, 2012)

### Avec The Bamboos
- Rawville (Tru Thoughts, 2007)
- Side-Stepper (Tru Thoughts, 2008)
- 4 (Tru Thoughts, 2010)
- Medicine Man (Tru Thoughts, 2012)
- Fever In The Road (Pacific Theatre, 2013)
- The Rules Of Attraction with Tim Rogers (Atlantic Records, 2015)